# Héctor Valer
Héctor Valer Pinto, né le 4 février 1959 à Abancay, est un avocat et homme d'État péruvien. Il est président du Conseil des ministres entre le 1er et le 8 février 2022.

## Biographie

### Carrière professionnelle
Héctor Valer étudie le droit et la science politique à l'université Inca Garcilaso de la Vega (es) de 1982 à 1992 et également à l'Universidad Libre (es) en Colombie de 1995 à 1998. Il obtient également deux maîtrises, en développement rural à l'université pontificale Javeriana en Colombie et en droit pénal à l'université nationale principale de San Marcos.
Depuis 2012, il travaille comme directeur général du cabinet juridique « Valer Abogados SAC ».

### Parcours politique
Il commence son parcours politique au sein de l'APRA en 2008, où il est secrétaire national des organisations agraires et paysannes. Il reste dans le parti jusqu'à sa démission en 2010.
Il présente sa première candidature lors des élections municipales et régionales de 2014, où il est candidat à la présidence régionale de Lima pour le parti d'Union pour le Pérou, mais n'est pas élu. De nouveau candidat lors des élections municipales et régionales de 2018, pour le parti de centre-droit Péru Nación (es), il n'est pas non plus élu.

#### Député
Lors des élections législatives du 11 avril 2021, il est élu député du parti Rénovation populaire avec 20 949 voix, pour la législature de 2021 à 2026.
Le 3 juillet, avant même l'ouverture de la législature, il est exclu du groupe Rénovation populaire par son président, Rafael López Aliaga. Celle-ci intervient à la suite d'une interview dans laquelle il déclare souhaiter respecter l'État de droit et les élections.
Le 7 juillet, il rencontre le président élu Pedro Castillo, se déclarant favorable à un modèle d'État-providence et à la création d'une Assemblée constituante. Il rencontre également Vladimir Cerrón, dirigeant de Pérou libre.
Quelques jours plus tard, il annonce la création d'un « groupe libéral » composé de sept membres déçus des différents partis ou groupes parlementaires. Néanmoins, le projet échoue car trois députés décident de rejoindre le groupe SP-PM, ce qu'il finit par faire à son tour.
En janvier 2022, il annonce sa démission du groupe et la création du groupe « Pérou démocratique », en faveur d'une nouvelle Constitution et en soutien au gouvernement. Il est rejoint par des députés de Pérou libre, dont la ministre du Travail Betssy Chávez et un député d'Action populaire.

#### Président du Conseil des ministres
Le 1er février 2022, il est nommé président du Conseil des ministres par le président Pedro Castillo, en remplacement de Mirtha Vásquez qui a démissionné la veille. Le 4 février, Castillo annonce un prochain remaniement du gouvernement et le départ de Valer, suspecté de violences envers sa femme et sa fille. Il quitte ses fonctions le 8 février quand il est remplacé par Aníbal Torres.

## Accusations de violences
L'épouse et la fille de Héctor Valer portent plainte contre lui en octobre 2016 pour des violences domestiques. Sa fille indique avoir été victime de coups de poing, de gifles, et s’être fait tirer les cheveux au domicile familial. Une juge ordonne en février 2017 des « mesures de protection » pour son épouse, car elle présentait « des signes de maltraitance physique ». Ces informations sont révélées par la presse lorsqu'il est nommé président du Conseil des ministres, en février 2022.